# SN 2007un
SN 2007un – supernowa typu Ia odkryta 3 grudnia 2007 roku w galaktyce A011422+0107. Jej jasność pozostaje nieznana.